# Jordløse
Jordløse är en tätort i Assens kommun i Region Syddanmark i Danmark. Tätorten har 330 invånare (2024). Den ligger på Fyn, cirka 18 kilometer sydost om Assens.